# کفشک شانه‌ای
کفشک شانه‌ای (نام علمی: Marleyella bicolorata) نام یک گونه از راسته کفشک‌ماهی است.